# Minorities Research Group
Minorities Research Group (MRG) (Grupo para la investigación de minorías) fue la primera organización pública para la defensa de los intereses de las lesbianas en el Reino Unido. Fue fundada en 1963 por cuatro mujeres que se unieron en respuesta a un artículo publicado en la revista Twentieth Century. El grupo publicó el boletín Minorities Research Group Newsletter, que se convertiría en su propia revista lésbica llamada Arena Three que proporcionaba orientación a las lesbianas que vivían en zonas remotas del país.
Sus objetivos eran «colaborar en la investigación de la condición homosexual, especialmente en lo concerniente a las mujeres, y difundir información para aquellos que genuinamente busquen la iluminación.» Esme Langley, una de las fundadoras del grupo, insistió en que se debía centrar en la investigación, incluir a los heterosexuales y dar apoyo a las lesbianas. Además de lesbianas, entre sus miembros había trabajadores sociales, psiquiatras y escritoras como Iris Murdoch.

## Fundación
El artículo «Una mirada rápida sobre las lesbianas» del periodista Dilys Rowe a finales de 1962 provocó la formación del grupo. En resumen, el artículo consistía en tres entrevistas con mujeres que se confesaban homosexuales y una doctora especializada en asesoramiento matrimonial. El artículo se centraba en la invisibilidad de las lesbianas en la sociedad del momento y sus relaciones con sus madres y padres. Proponía que el lesbianismo era provocado por familias que tenían un padre débil y una madre dominante, por lo que fallaban los lazos emocionales con el padre en la etapa formativa. Aunque actualmente este artículo parecería estereotipado y culpabilizador, trataba las entrevistas con seriedad, usando citas científicas de la época, y fomentó el interés por la investigación de las vidas de las mujeres lesbianas (y bisexuales). Este interés por la investigación se mantuvo durante todo el tiempo de existencia de Minorities Research Group y fue el punto central para la admisión de los siguientes miembros y la información proporcionada. El grupo además proporcionó formación, apoyo y una oportunidad de socializar para las lesbianas de todo el país.
Posteriormente se publicó un artículo de investigación con la ayuda de Minorities Research Group titulado «On the Genesis of Female Homosexuality by E. Bene» (Sobre la génesis de la homosexualidad femenina por E. Bene) para el British Journal of Psychiatry de septiembre de 1965 (pp. 815-21). Incluía más investigaciones sobre las relaciones parentales, con una muestra de 37 lesbianas del grupo y 80 mujeres casadas. El resultado de la investigación también apuntaba a que las lesbianas habían tenido una deficiente relación con sus padres.

## Inicios e impacto en los medios
Muchos miembros de MRG también eran miembros de Gateways club en Chelsea (Londres), que aparece en la película El asesinato de la hermana George. Allí se repartía la publicación Arena Three, se hacían algunas reuniones y se proporcionaban algunas de sus prestaciones.
Otros miembros del grupo se reunían por medio de anuncios clasificados en la prensa. Al principio muchos periódicos consideraron que el contenido de estos anuncios era escandaloso y rechazaron publicarlos. El primero en aceptar su publicación fue The Sunday Times en mayo de 1964 después de publicar un artículo sobre el grupo. Posteriormente se publicaron dos artículos en The Guardian y en News of the World ese mismo año. Esto propició gran número de peticiones de información y extendió las afiliaciones por todo el país. Muchos de los miembros estaban casadas y debían obtener el consentimiento escrito de sus maridos para poder afiliarse.
En 1964, Esme Langley fue entrevistada por un psiquiatra para un programa nocturno de la televisión galesa. Poco después se hizo un documental para This Week, que fue el primer programa de televisión británico sobre lesbianas. Se emitió el 7 de enero de 1965 y en él aparecieron varias miembros de MRG.
Inicialmente el grupo tuvo un impacto significativo en la prensa y la televisión, empezando a abordar el lesbianismo como un tema a tratar por la sociedad general. Muchas mujeres, incluida Esme Langley, que aceptaron voluntariamente ser entrevistadas para este propósito, se arriesgaban a perder sus empleos, ser objeto de acoso o perder relaciones familiares.
En 1971 se produjo un tercer programa de televisión sobre lesbianas titulado Lo importante es el amor de Brigid Segrave. En este programa aparecían ocho mujeres miembros del MRG y tuvo una gran importancia porque fue la primera vez que mujeres lesbianas afrontaron las cámaras sin ocultar su identidad.

## Actividades y escisiones del grupo

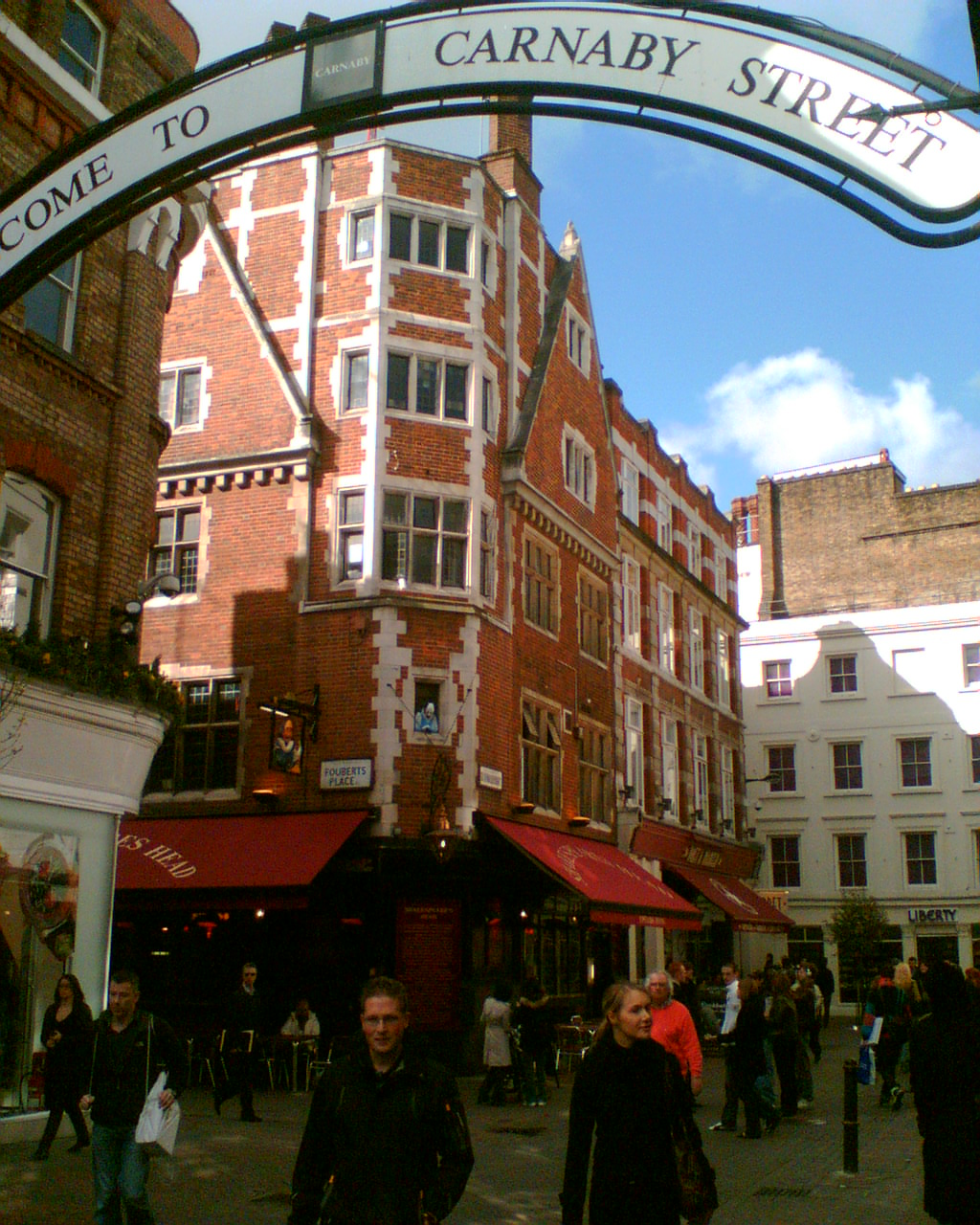
Shakespeare's Head en Carnaby Street, marzo de 2007.

Además de convertirse en sede y centro de reunión, el edificio Shakespeare's Head también tuvo otras funciones, como la de biblioteca del grupo y centro de grupos de lectura. La mayoría de la literatura lésbica de la época era difícil de encontrar, ya que no estaban disponibles en tiendas y bibliotecas públicas, de esta forma la biblioteca de MRG se convirtió en una valiosa fuente de información almacenando una gran cantidad de libros y publicaciones proveniente de donaciones. Esta biblioteca posteriormente se trasladó a la sede de Kenric en 1966.
Minorities Research group tuvo una estrecha relación con la organización estadounidense equivalente de aquel periodo, Daughters of Bilitis.
En uno de los debates del grupo, en agosto de 1964, se discutió "la libertad de vestimenta". La reunión tuvo lugar en una sala de Shakespeare's Head en Carnaby Street y asistieron unas 70 mujeres. El tema surgió porque muchas mujeres se habían quejado de que algunos miembros llevaban ropa masculina (como trajes y corbatas). Esto provocó una discusión, que desencadenó a la larga una escisión en el grupo, que finalmente llevó a que las mujeres de estética butch fueran expulsadas.
Algunos miembros de MRG quisieron distanciarse de la investigación para centrarse más en los aspectos sociales del grupo, por lo que fundaron la red social lésbica Kenric en 1965, que aún sigue en funcionamiento.

## Arena Three
Minorities Research Group se encargaba de publicar una revista mensual titulada Arena Three, que fue la primera publicación británica para lesbianas y mujeres bisexuales. Esta revista se publicó de 1963 a 1972 y en su momento de máxima distribución se repartía por correo a unas 500-600 subscriptoras. Arena Three no se encontraba en las tiendas y se sufragaba con las aportaciones de Esme Langley, algunos anuncios y las suscripciones.
Arena Three era escrita principalmente por el mismo grupo de mujeres y se les acusó a menudo de tener un punto de vista de clase media. Pasó de ser inicialmente un boletín mecanografiado a ser una revista totalmente ilustrada en 1971. Maureen Duffy y Jackie Forster se convirtieron en colaboradoras habituales. En una revisión de sus contenidos realizada en Brighton Ourstory se observa que incluían cartas de mujeres de todo el país, en las que se hablaba de bailes y eventos locales, además de políticas de la época que atañían a gais y lesbianas.

## Esme Langley
Esme Langley (1919 - 1992) fue la fundadora, secretaria general y fuerza motriz de Minorities Research Group (MRG). Era la responsable de editar y producir las revistas Mainland y Arena Three. Además apareció en varios de los primeros documentales sobre lesbianas,
incluyendo Lo importante es el amor que se emitió en 1971.
Esme era secretaria y trabajaba en el campo editorial de revistas cuando empezó MRG. Crio a su hijo mayor sin estar casada, lo que era poco corriente en esa época. En 1958 escribió un libro semiautobiográfico titulado Why should I be dismayed (Por qué debería estar consternada) bajo el seudónimo de Ann Bruce, que describe su vida desde que trabajó como ATS en la Alemania ocupada hasta ser una madre soltera en la conservadora era posterior a la Segunda Guerra Mundial.

## Disolución
Tras la despenalización de la homosexualidad masculina en el Reino Unido al aprobarse la ley Sexual Offences Act 1967, aparecieron otras organizaciones homosexuales más políticas, como Campaign for Homosexual Equality, que se centraban en la lucha por la igualdad de derechos, tanto para lesbianas como gais. Esto sobrepasaba los objetivos de Minorities Research Group y llevó a la desaparición y sustitución de la organización.
La actividad de Minorities Research Group terminó con la publicación del último número de Arena Three, que salió en marzo de 1972. Jackie Forster se fue ese mismo año para comenzar la publicación de la revista Sappho. Jackie también pasó a ser miembro ejecutivo de Campaign for Homosexual Equality y del Gay Liberation Front junto con otras antiguas miembros de MRG como Maureen Duffy.

## Miembros destacadas
- Jackie Forster era presentadora, y una activa miembro que escribió en la revista Arena Three.[32]
- Maureen Duffy escribía para Arena Three y escribió The Microcosm.[33]
- Barbara Bell fue la representante en la costa sur de MRG, como se menciona en su autobiografía Just Take Your Frock Off.[34]